# Parallelia senex
Parallelia senex là một loài bướm đêm trong họ Erebidae.